# Hymn Dominikany
Quisqueyanos valientes („Dzielni synowie Quisqueye”) – hymn państwowy Dominikany. Został przyjęty w 1934 roku. Słowa napisał Emilio Prud'homme, a muzykę skomponował José Reyés.

## Oficjalne słowa hiszpańskie
Quisqueyanos valientes, alcemos
Nuestro canto con viva emoción,
Y del mundo a la faz ostentemos
Nuestro invicto glorioso pendón.
¡Salve el pueblo que intrépido y fuerte,
A la guerra a morir se lanzó
Cuando en bélico reto de muerte
Sus cadenas de esclavo rompió.
Ningun pueblo ser libre merece
Si es esclavo indolente y servil;
Si en su pecho la llama no crece
Que templó el heroismo viril.
Mas Quisqueya la indómita y brava
Siempre altiva la frente alzará:
Que si fuere mil veces esclava
Otras tantas ser libre sabrá.

## Oryginalny tekst hymnu
Quisqueyanos valientes, alcemos
Nuestro canto con viva emoción,
Y del mundo a la faz ostentemos
Nuestro invicto glorioso pendón.
¡Salve el pueblo que in trépido y fuerte,
A la guerra a morir se lanzó
Cuando en bélico reto de muerte
Sus cadenas de esclavo rompió.
Ningun pueblo ser libre merece
Si es esclavo in dolente y servil;
Si en su pecho la llama no crece
Que templó el heroismo viril.
Mas Quisqueya la indómita y brava
Siempre altiva la frente alzará:
Que si fuere mil veces esclava
Otras tantas ser libre sabrá.
Que si dolo y ardid la expusieron
de un intruso señor al desdén,
a Las Carreras ! a Beller!... campos fueron
que cubiertos de gloria se ven.
Que en la cima de heroíco baluarte,
de los libres el verbo encarnó,
donde el genio de Sánchez y Duarte
a ser libre o morir enseñó.
Y si pudo inconsulto caudillo
de esas glorias el brillo empañar,
de la guerra se vio en Capotillo
la bandera de fuego ondear.
Y el incendio que atónito deja
de Castilla al soberbio león,
de las playas gloriosas le aleja
donde flota el cruzado pendón.
Compatriotas, mostremos erguida
nuestra frente, orgullosos de hoy más;
que Quisqueya será destruida
pero sierva de nuevo, jamás.
Que es santuario de amor cada pecho
do la patria se siente vivir;
Y es su escudo invencible, el derecho;
Y es su lema: ser libre o morir.
Libertad que aún se yergue serena
La victoria en su carro triunfal.
Y el clarín de la guerra aún resuena
Pregonando su gloria inmortal.
¡Libertad! Que los ecos se agiten
Mientras llenos de noble ansiedad
Nuestros campos de gloria repiten
¡Libertad! ¡Libertad! ¡Libertad!